# Kleuder
Der Kleuder, auch nur kurz Kleud, Kleuth und Glied oder Stein bezeichnet, war ein deutsches Gewichtsmaß für Wolle im Kurfürstentum Hessen mit seiner Hauptstadt Kassel und hatte  21 (schwere) Pfund. In der zugehörigen Provinz Hanau waren es 18 Pfund des sogenannten Wollgewichtes.
- 1 Kleuder = 22,5 Pfund (Silbergewicht) = 1051 13/20 Gramme = 218,88 Aß (holländ.)
- 5 Kleuder/Glied a 21 Pfund = 1 Zentner mit 105 Pfund[3]

Das Silbergewicht hatte 467 3/50 Gramm je „Silberpfund“.